# TM-2-12 305mm列車砲
TM-2-12 305mm列車砲（ロシア語：305-мм железнодорожная установка ТМ-2-12）は、ソビエト連邦の火砲である。

## 概要
TM-2-12の305mm砲は、ロシア帝国時代に開発が行われたボロジノ級巡洋戦艦の主砲となる予定であった砲身をそのまま流用したものである。ボロジノ級には356mm砲が採用されたが、これもやはり列車砲に流用された。
TM-2-12は1932年に開発が行われた、ソ連における最初期の列車砲であった。1936年には口径を伸ばし、発射速度も射程も上のTM-3-12 305mm列車砲が開発された。
他の列車砲はバルト海近辺に展開され、独ソ戦においてはレニングラード攻防戦に駆り出された記録があるが、開発が早く、後継が生産されたTM-2-12は開発後の運用がはっきりせず、謎が多い。